# Francisco Javier Laviña
Francisco Javier Laviña war ein uruguayischer Politiker.
Laviña saß er in der 10. Legislaturperiode vom 15. Februar 1868 bis zum 13. Februar 1870 als Abgeordneter für das Departamento Durazno in der Cámara de Representantes. Dabei hatte er 1868 das Amt des Ersten Kammervizepräsidenten inne. Im Folgejahr bekleidete er sodann die Position des Kammerpräsidenten. Am 14. Februar 1870 wechselte er sodann die Parlamentskammer und war ab diesem Tag bis zum 22. November 1872 Senator Floridas, ein Amt, das er auch in der anschließenden 11. Legislaturperiode vom 10. Februar 1873 bis zum 24. Januar 1876 ausfüllte. Im Senat gehörte er 1871 und 1872 ebenfalls dem Kammerpräsidium in der Funktion des Zweiten Vizepräsidenten an. Weiterhin war er Präsident der Comisión Permanente del Poder Legislativo in den Jahren 1870 bis 1873. Vom 15. Februar 1882 bis zum 14. Februar 1885 wurde er als Mandatsträger für Soriano in die Abgeordnetenkammer gewählt. Hier nahm er 1882 die Aufgabe des Zweiten Vizepräsidenten, im darauffolgenden Jahr diejenige des Ersten Vizepräsidenten und 1884 schließlich erneut die Kammerpräsidentschaft wahr.